# Cyclopes (genre)
Genre
Cyclopes est un genre de mammifères de la famille des Cyclopedidae.

## Liste des espèces
Selon GBIF (26 décembre 2023) :
- Cyclopes catellus Thomas, 1928
- Cyclopes didactylus (Linnaeus, 1758)
- Cyclopes dorsalis (Gray, 1865)
- Cyclopes ida Thomas, 1900
- Cyclopes rufus Miranda, Casali, Perini, Machado & Santos, 2017
- Cyclopes thomasi Miranda, Casali, Perini, Machado & Santos, 2017
- Cyclopes xinguensis Miranda, Casali, Perini, Machado & Santos, 2017

## Systématique
Le nom valide complet (avec auteur) de ce taxon est Cyclopes Gray, 1821.
Cyclopes a pour synonymes :
- Cyclothurus Lesson, 1842
- Cycloturus Sclater, 1871
- Didactyla Liais, 1872
- Didactyles Cuvier, 1829
- Didactylis Bonaparte, 1831
- Dionyx Geoffroy, 1835
- Eurypterna Gloger, 1841
- Myrmedon Agassiz, 1846
- Myrmidon Bonaparte, 1832